# 長崎県道248号崎岡町早岐線
長崎県道248号崎岡町早岐線（ながさきけんどう248ごう さきおかちょうはいきせん）は、長崎県佐世保市を通る一般県道である。

## 概要
佐世保市南風崎町から佐世保市広田3丁目に至る。佐世保市崎岡町 - 終点は旧国道205号である。現在の国道205号から佐世保市南部へ接続する橋渡し的な県道で、周辺はアパートや団地が点在する。近くを大村線が通る。
以前は起点が崎岡町交差点だったが、針尾バイパスの工事に伴い、崎岡町交差点からハウステンボス入口交差点に切り替えられた。

### 路線データ
- 起点：佐世保市南風崎町（ハウステンボス入口交差点、国道205号・長崎県道213号南風崎停車場指方線交点）
- 終点：佐世保市広田3丁目（長崎県道222号平瀬佐世保線交点）
- 総延長：2.8 km

## 歴史
- 2024年（令和6年）1月16日 - 針尾バイパスの工事に伴い、起点が崎岡町交差点からハウステンボス入口交差点に切り替えられた[1]。

## 路線状況

### 道路施設

#### 橋梁
- 岡谷橋（崎岡川、佐世保市）
- 崎岡橋（浦川内川、佐世保市）

## 地理

### 通過する自治体
- 佐世保市

### 交差する道路
| 交差する道路                              | 交差する場所 | 交差する場所                    |
| ----------------------------------------- | ------------ | ------------------------------- |
| 国道205号 長崎県道213号南風崎停車場指方線 | 南風崎町     | ハウステンボス入口交差点 / 起点 |
| 長崎県道222号平瀬佐世保線                 | 広田3丁目    | 終点                            |

### 沿線
- 長崎国際大学
- サンピア佐世保（現『ザ・パラダイスガーデンサセボ』）